# Port lotniczy Orsk
Port lotniczy Orsk (IATA: OSW, ICAO: UWOR) – port lotniczy położony 16 km na południe od Orska, w obwodzie orenburskim, w Rosji.

## Kierunki lotów i linie lotnicze
| Linia lotnicza    | Kierunek                          |
| ----------------- | --------------------------------- |
| Aerofłot          | 1. Moskwa-Szeremietiewo           |
| Nordwind Airlines | Sezonowo: 1. Moskwa-Szeremietiewo |